# Vouarana
Pour les articles homonymes, voir Vouarana.
Genre
Vouarana est un genre de plantes à fleurs néotropicale, appartenant à la famille des Sapindaceae, comptant 2 espèces, et dont l'espèce type est Vouarana guianensis Aubl..

## Description
Vouarana regroupe des arbres de taille moyenne à grande des forêts humides.
Les stipules sont absentes. Les feuilles sont alternes, composées pennées, avec la foliole terminale rudimentaire. Les folioles sont opposés ou subopposés, généralement fovés à l'aisselle des nervures.
L'inflorescence est en thyrses axillaires ou distales, racémifonnelles, avec des fleurs en dichasie latérale.
Les fleurs sont légèrement zygomorphes, bisexuées ou unisexuées (plantes polygames-monoïques).
On compte 4-5 sépales, distincts, concaves, plus grands que les pétales, les deux sépales externes plus petits.
Les 4-5 pétales sont rhombiques, auriculés.
Le disque est annulaire et lobé.
On compte 6-8 étamines, avec les filets subulés et hirsutes, libres, les anthères dorsifixées.
L'ovaire est à deux carpelles, et chaque loge avec un seul ovule.
Le stigmate est subulé et papilleux.
Le fruit est une capsule ligneuse pyriforme à 1 ou 2 graines ellipsoïdes avec un arille blanc triangulaire à la base,.

## Répartition
Vouarana est un genre néotropical représenté du sud du Costa Rica au bassin amazonien en passant par le Venezuela, le Guyana, le Suriname, la Guyane, et le nord du Brésil.

## Liste des espèces
Selon GBIF (31 mai 2024) :
- Vouarana anomala (Steyerm.) Acev.-Rodr.
- Vouarana guianensis Aubl.

Selon Tropicos (31 mai 2024) (Attention liste brute contenant possiblement des synonymes) :
- Vouarana anomala (Steyerm.) Acev.-Rodr.
- Vouarana guianensis Aubl.

## Histoire naturelle

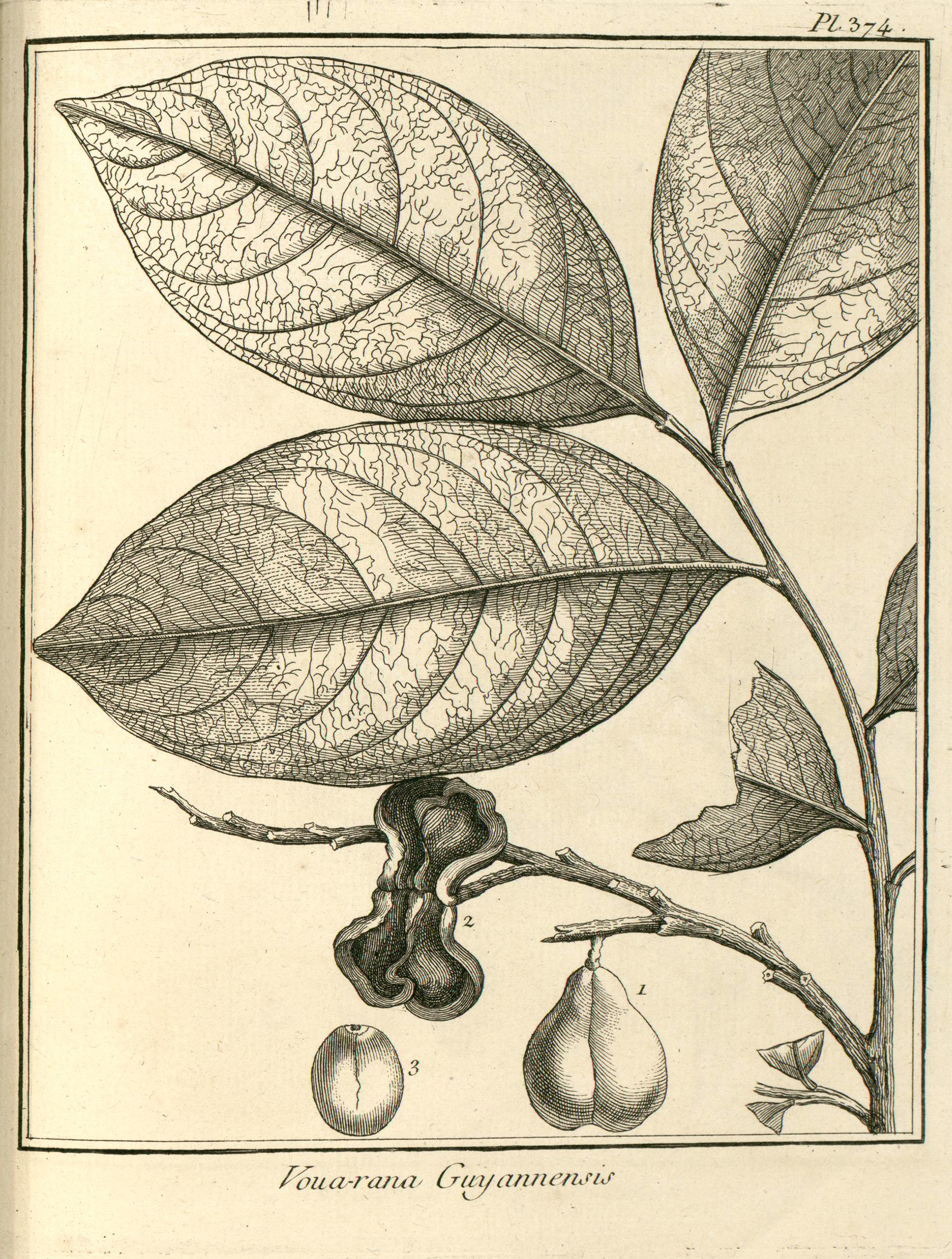
Vouarana guianensis Aublet, Planche 374 accompagnant la description du genre Vouarana par Aublet (1775) Explication de la Planche trois cent soixante-quatorzième : 1. Capſule. - 2. Capſule ouverte en deux valves. - 3. Graine.

En 1775, le botaniste Aublet propose la diagnose suivante :
« VOUARANA. (Tabula 374.) 
CAL. . . . deſiderantur.
COR. . . .
STAM. . .
PIST. . . .
PER. Capsula piriformis, utrinque ſulcata, bilocularis, bivalvis, valvulis coriaceis.
SEM. duo, ſubrotunda, glabra; unicum ſingulo loculo. »
— Fusée-Aublet, 1775.